# Слово (самвидавча газета)
«Слово» - самвидавча газета виходила у Дніпропетровську в 1989–1992 роках у річищі дії Товариства шанувальників української мови ім. Д. І. Яворницького.

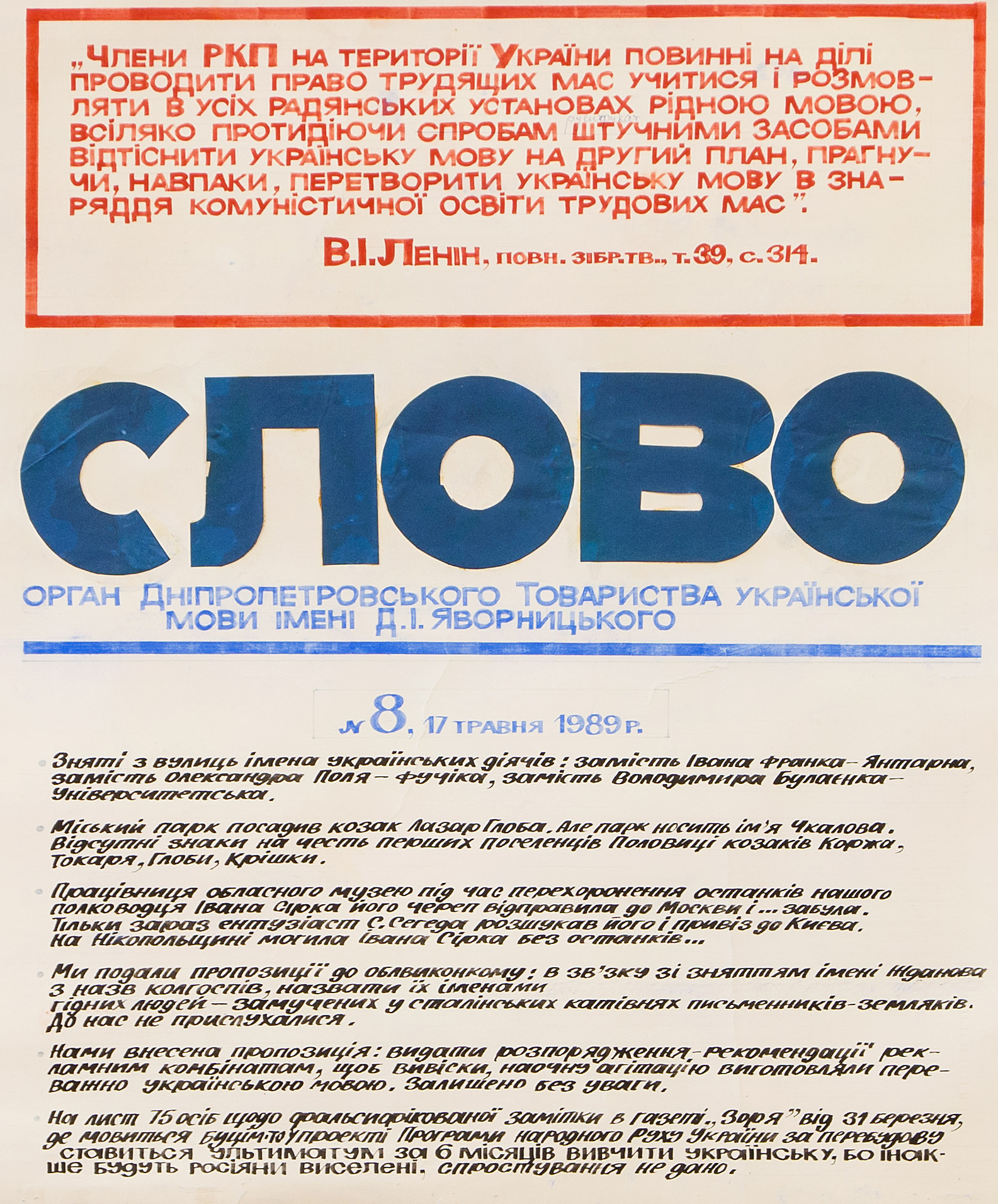
фрагмент сторінки газети, 17 травня 1989 рік

Творили газету художники Іван Шулик і Володимир Миколюк, письменники Віталій Старченко, Олесь Завгородній, Анатолій Шкляр, Григорій Гарченко, журналіст Тамара Завгородня.
Фотокореспондентом газети був Борис Ковтонюк.
Формально шеф-редактором газети  став письменник, голова Товариства шанувальників української мови «Просвіта» Володимир Заремба. Тому публіцистика «Слова» була політична й художня одночасно.

## Історія
Поява першого числа газети навесні 1989 року викликала у місті великий резонанс. Ефект її дії, попри «тираж» в один примірник, був надзвичайний. З найвіддаленіших куточків мільйонного Дніпропетровська їхали люди аби прочитати «Слово», яке відкрито ставило насущні й давно назрілі питання суспільного життя, викривало антинародні дії компартійних лідерів міста, області, республіки, комуністичну ідеологію, зокрема, у сфері національної політики, висувало вимоги розширити сферу вживання української мови, розвивати українську культуру, реабілітувати національну символіку, встановити республіканське громадянство, легалізувати заборонені церкви – УГКЦ і УАПЦ, реалізовувати економічний і політичний суверенітет республіки.
Про гостроту порушених питань свідчить шалена полеміка зі «Словом» на сторінках «Зорі» та «Днепра вечернего». Незважаючи на перебудовчі процеси в країні, обличчя цих видань, які перебували під найсуворішим ідеологічним контролем, не змінилося зовсім. Вони продовжували відображати партійне життя та «марксистсько-ленінську теорію в дії», а поняття «гласність», «плюралізм думок», «демократизація» мали популістський характер. Породжені перебудовою і гласністю запити населення до нової інформації ці газети не задовольняли.

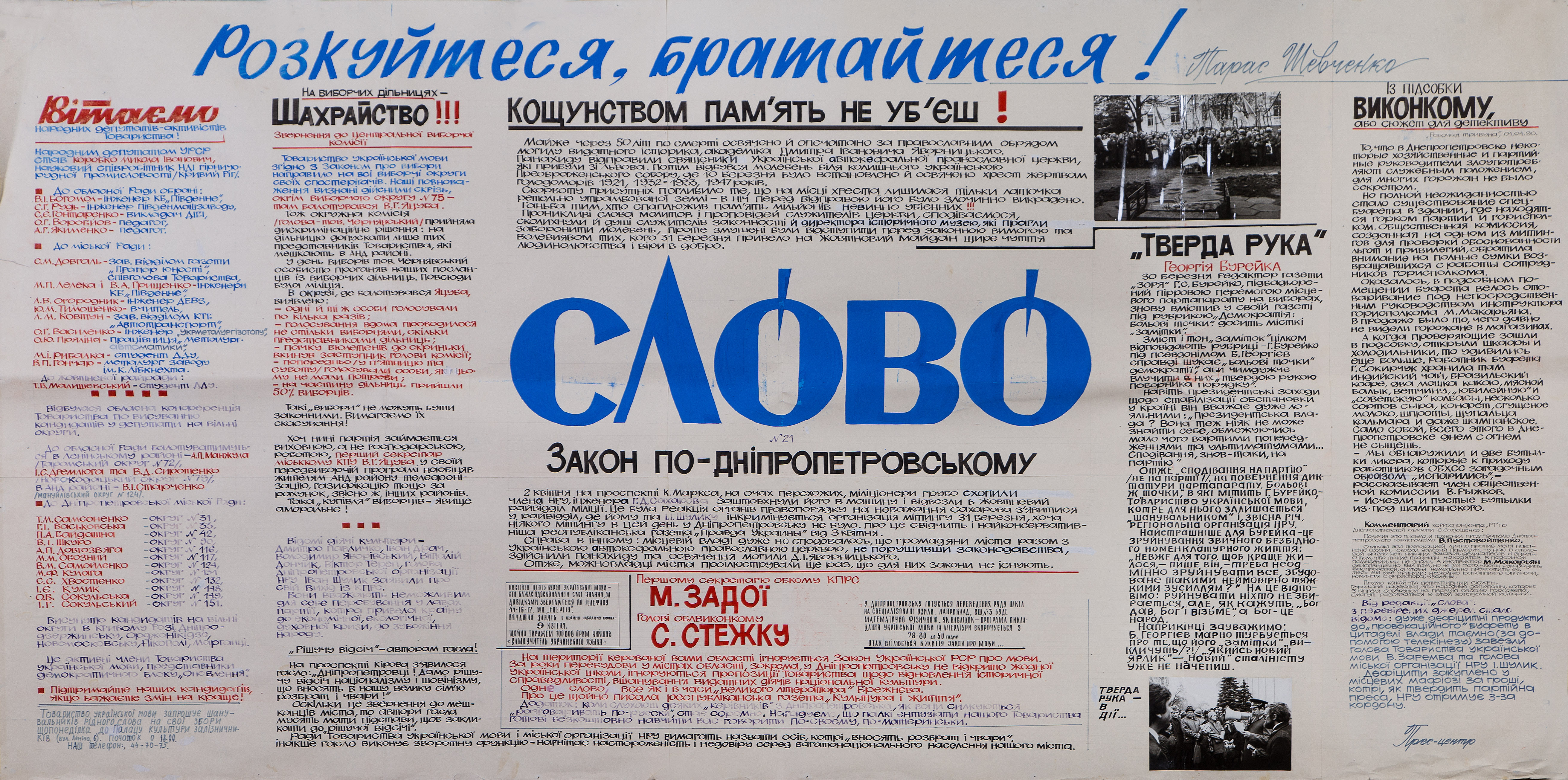
Обкладинка альманаху, №21

Тому з такою увагою стежили демократичні сили в Дніпропетровську за неформальною пресою, перевагою якої була новизна, сміливість, опозиційність. Тож розгромні рецензії офіційної преси тільки додавали «Слову» популярності.
Основну частину публікацій складають тексти інформаційних жанрів, найхарактернішим із яких є нотатка. Як то,подієві нотатки про мітинг пам'яті жертв Чорнобильської аварії, який відбувся 26 квітня 1989 року у парку Чкалова і потрапив до розряду несанкціонованих, екологічні мітинги напередодні 9-ї сесії міськради біля прохідної заводу ім. Г. Петровського, нотатки про зникнення бюсту Тараса Шевченка у Сухачівці, початок збирання коштів на пам’ятник Д. Яворницькому, про стан справ у сфері освіти, про заборону міськвиконкому та облвиконкому провести конференцію Товариства української мови у Дніпропетровську.
Окрім нотаток у газеті присутні такі жанри як анонс, міні-огляд, анотація, міні-рецензія, бліц-портрет. Анонси повідомляють про появу нової газети «Пресс-курьер» Дніпропетровського обласного відділення Спілки журналістів, вихід книг у видавництвах «Радянський письменник», «Наукова думка», «Промінь», про установчі конференції Товариства української мови на Дніпропетровщині.
Серед оглядів варта уваги розповідь про шевченківське свято «Від серця Європи – до серця України», присвячене 175-річчю від дня народження Т. Шевченка, яке проводилось у Дніпропетровську в травні 1989 року за участі міжнародної делегації з 250 чоловік: українців, чехів, росіян, югославів, білорусів і канадців, казахів і бразильців, грузинів і японців, естонців і китайців, болгар і австрійців, фінів, африканців.

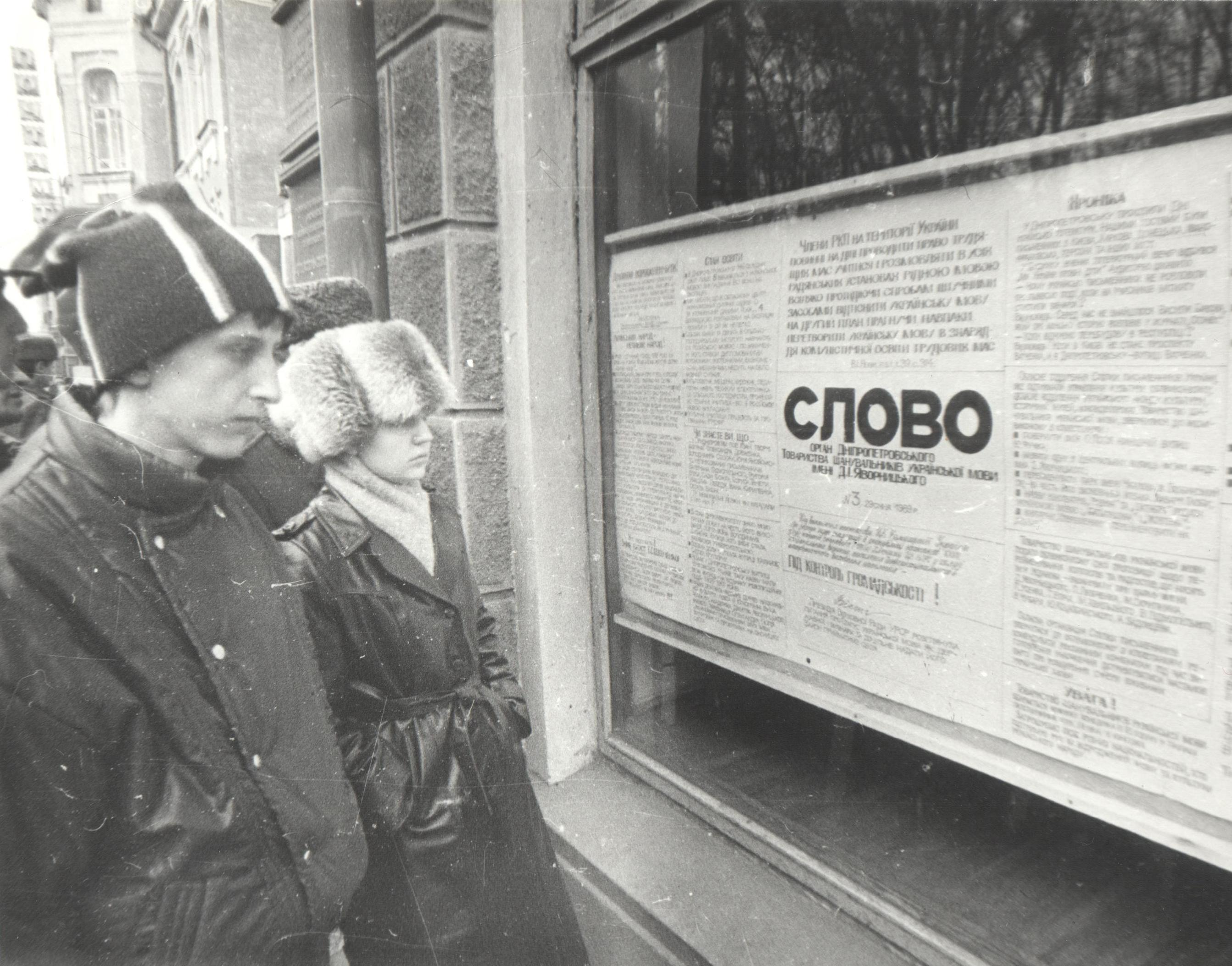
Дніпряни читають газету у вітрині магазину, 1990-ті роки

Особливу вагу привертають публікації типу «питання — відповідь».
Означені матеріали умовно можна об'єднати в рубрики: «До Ленінської національної політики», «Хроніка русифікації України», «Під контроль громадськості», «Чи знаєте Ви, що…», «Хто відповість?», «Перші кроки Відродження», «Український народ – великий народ!», «Помилки чи вандалізм».
Суспільно-політична термінологія «Слова» експресивно забарвлена, письменники добирають її цілеспрямовано, відповідно до авторської позиції. А спосіб відображення дійсності націлений не тільки і не стільки на фіксацію зовнішніх рис явища, скільки на емоційно-художнє його узагальнення.
Газета, окрім текстів інформаційних жанрів, публікувала художні твори письменників, здебільшого поезії Олександра Зайвого «Летаргія», Григорія Гарченка «Кому страшніше?», Леоніда Кисельова «Я позабуду все обиды», Віталія Старченка «Прокидались святі», Бориса Ковтонюка «Рідна мова», Дмитра  Павличка «Безбатченкові» та інші. Епіграфами до кожного числа стали теж поетичні рядки Тараса Шевченка та Василя Симоненка. 
«Слово» вивішувалося у великій вітрині першого поверху будинку № 60 по пр. Карла Маркса (нині – Дмитра Яворницького), званого ще Будинком преси. На його другому поверсі мало кімнату Товариство української мови «Просвіта». Відразу ж збирався натовп бажаючих прочитати газету, адже біля будинку завжди людно. Поряд – головпошта, міськдовідка, пункт міжміського телефонного зв’язку.
До того ж, газета відразу привертала увагу завдяки своїм зовнішнім ознакам: схожа на звичайну стіннівку з двох-трьох ватманів, розміром 2 х 0,90 м, написана фломастерами різних кольорів, з наклеєними фотографіями та малюнками.
«Слово» діяло й резонувало, про що свідчать події, які розгорнулися навколо цієї газети. Спершу стався конфлікт із власником будинку, де вивішувалася газета – Управлінням у справах преси. Потім, невідомо з чиєї вказівки, почали зривати випуски рукописної газети. Після того, як редколегія виготовила спеціальну рамку, і газету почали замикати на висячий замок, хтось невідомий уночі почав обливати газету конторським клеєм та олійною фарбою. Тож активісти «Просвіти» виготовили переносну вітрину, яку на кілька годин виставляли з кожним черговим випуском «Слова» в різних багатолюдних місцях, а потім перебазовували на інше місце. 

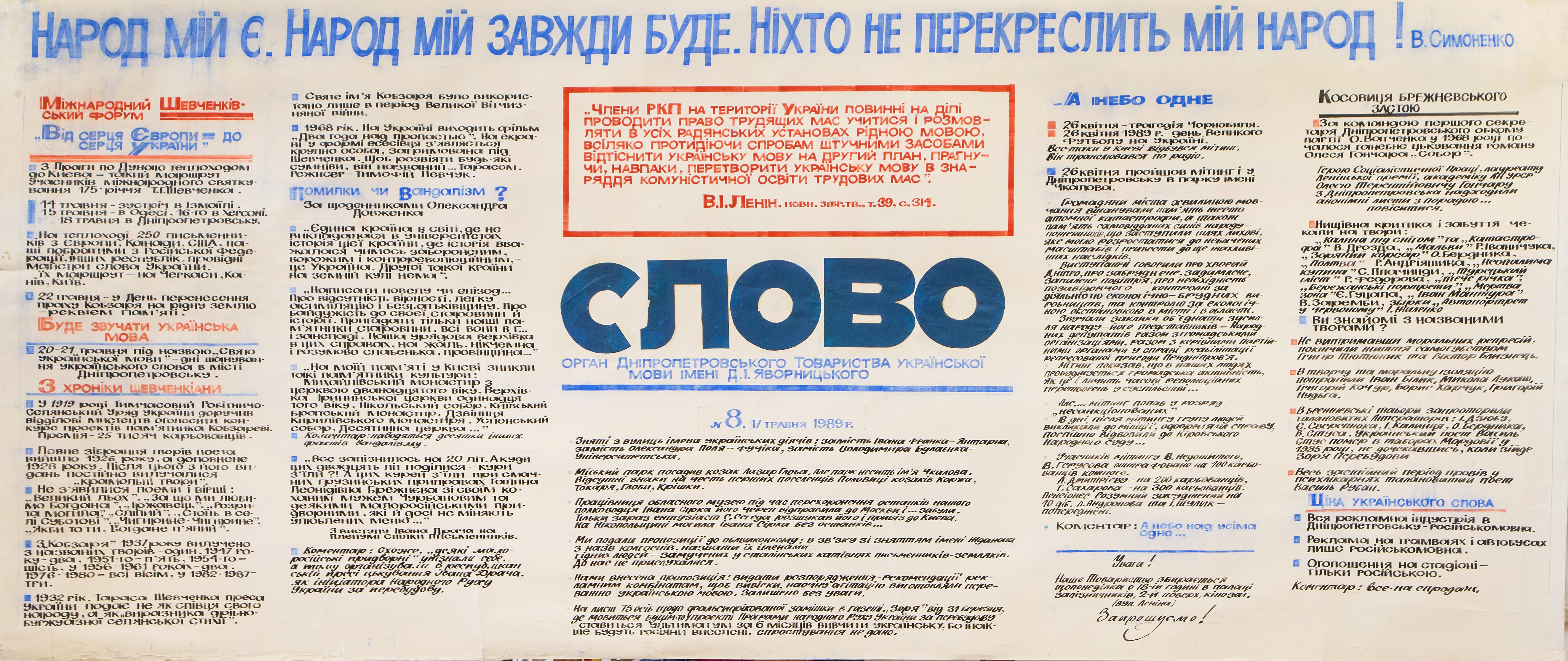
Слово, №21, 1991 рік

Згодом виготовили стаціонарні вітрини – одну для газети «Літературна Україна», а другу – для «Слова», які міцно закопали й зацементували біля Палацу залізничників, однак вітрини почали руйнувати, зривати запобіжні металеві сітки, що захищали скло, розбивали саме скло, а вітрини вимазували клеєм. 
Доходило навіть до фізичних розправ. 20 травня 1990 р., коли співпали два свята – День міста і Всесоюзний день воїнів-учасників афганської війни, у Дніпропетровську сталася подія, про яку було сказано на сесії Верховної Ради. Активістів Товариства «Просвіта» й Народного Руху поетів Івана Сокульського, Віталія Старченка, Валерія Ковтуненка, що стояли біля Будинку преси з розгорнутим «Словом» і національним прапором, жорстоко побили особи у формі десантників. 
Випуски газети припинилися у 1992 році, коли Україна здобула незалежність, і з'явилася демократична преса. Всього було випущено більше двадцяти чисел, із яких збереглася лише половина.